# 曼努埃尔·埃斯基韦尔
曼努埃尔·埃斯基韦尔爵士（Sir Manuel Esquivel, KCMG, PC；1940年5月2日—2022年2月10日），伯利兹政治家。作为统一民主党的领导人，他从1984年到1989年和1993年到1998年两次担任伯利兹总理。

## 生平
埃斯基韦尔出生于伯利兹市，曾就读于圣约翰学院，后在新奥尔良罗耀拉大学获得物理学学士学位，在英格兰布里斯托尔大学读完物理研究生。
1986年被英国女王伊丽莎白二世任命为枢密院成员。统一民主党（UDP）赢得了2008年2月选举后，埃斯基韦尔在2月12日被总理迪安·巴罗任命为部长级政府高级顾问。
埃斯基韦尔与妻子凯瑟琳（Kathleen，Kathy）有三个孩子。女儿劳拉跟随父亲进入政界，加入统一民主党，2006年3月当选市议员。
2010年埃斯基韦尔被授予圣迈克尔和圣乔治勋章（KCMG）。